# گمینا ستوچک ووکووسکی
گمینا ستوچک ووکووسکی (به لهستانی:  Gmina Stoczek Łukowski) یک گمینا در لهستان است که در شهرستان ووکوف واقع شده‌است. گمینا ستوچک ووکووسکی ۱۷۳٫۴۶ کیلومتر مربع مساحت و ۸٬۵۶۶ نفر جمعیت دارد.